# Berlin-Marathon 1984
| 11. Berlin-Marathon    | 11. Berlin-Marathon        |
| ---------------------- | -------------------------- |
| Stadt                  | Berlin, Deutschland        |
| Datum                  | 30. September 1984         |
| Distanz                | 42,195 Kilometer           |
| Sieger                 |                            |
| Männer                 | John Skovbjerg (2:13:35 h) |
| Frauen                 | Ágnes Sipka (2:39:32 h)    |
| ← Berlin-Marathon 1983 | Berlin-Marathon 1985 →     |
| Website                | Offizielle Website         |

Der Berlin-Marathon 1984 war die 11. Ausgabe der jährlich stattfindenden Laufveranstaltung in West-Berlin, Bundesrepublik Deutschland. Der Marathon fand am 30. September 1984 statt.
Bei den Männern gewann John Skovbjerg in 2:13:35 h, bei den Frauen Ágnes Sipka in 2:39:32 h.

## Ergebnisse

### Männer
| Platz | Athlet            | Land                   | Zeit (h) |
| ----- | ----------------- | ---------------------- | -------- |
| 01    | John Skovbjerg    | Dänemark               | 2:13:35  |
| 02    | Wolfgang Krüger   | BR Deutschland         | 2:13:43  |
| 03    | Pawel Lorens      | Polen                  | 2:14:53  |
| 04    | Karel Lismont     | Belgien                | 2:14:56  |
| 05    | Wiktor Sawicki    | Polen                  | 2:15:03  |
| 06    | Fraser Clyne      | Vereinigtes Königreich | 2:15:21  |
| 07    | Andrzej Sajkowski | Polen                  | 2:15:29  |
| 08    | Henryk Lupa       | Polen                  | 2:15:44  |
| 09    | Carlos Tavares    | Portugal               | 2:15:45  |
| 10    | Robert Mauws      | Belgien                | 2:16:11  |

### Frauen
| Platz | Athletin          | Land                   | Zeit (h) |
| ----- | ----------------- | ---------------------- | -------- |
| 01    | Ágnes Sipka       | Ungarn                 | 2:39:32  |
| 02    | Solweig Harrysson | Schweden               | 2:39:48  |
| 03    | Maureen Hurst     | Vereinigtes Königreich | 2:42:49  |
| 04    | Christa Dotzler   | BR Deutschland         | 2:43:07  |
| 05    | Heidi Hutterer    | BR Deutschland         | 2:45:16  |
| 06    | Anna Krol         | Polen                  | 2:45:39  |
| 07    | Ursula Köter      | BR Deutschland         | 2:46:13  |
| 08    | Celia Duncan      | Vereinigtes Königreich | 2:46:49  |
| 09    | Denise Alfvoet    | Belgien                | 2:47:02  |
| 10    | Sabine Ladurner   | Italien                | 2:48:06  |